# 播磨谷美貴子
播磨谷 美貴子（はりまや みきこ、1968年4月18日 - ）は、東京メトロポリタンテレビジョン（TOKYO MX）の放送本部制作局局付部長、元記者兼アナウンサー。

## 来歴・人物
秋田県出身。1991年にIBC岩手放送に入社（同期は江幡平三郎、斎藤さゆり、玉井明子）。
1994年にIBC岩手放送を退社。1995年11月1日の開局当初から東京メトロポリタンテレビジョン報道制作局報道制作部（現・報道局報道部）の映像記者として移籍。地域担当→都庁記者クラブを経て、『東京NEWS』のコーナー「TOKYO LIVE」を担当した。
その後記者・キャスター職を離れて、2014年4月1日付けで営業局業務部副部長から部長に昇格し（2015年7月1日より営業推進部長に改組・改称）、2016年7月1日付けで編成局編成業務部長に、2018年7月1日付けで経営監査室部長に（2020年4月1日付けで、内部監査室部長に改組・改称の上で異動となった）、2021年7月1日付けで、現職の放送本部制作局局付部長に異動した。

## 過去の出演番組
IBC岩手放送
- 爆発ワイドラジオ新鮮組 - 水曜日パーソナリティ（1991年10月-1992年3月）
- ふれあい岩手
- ワイドステーション

東京メトロポリタンテレビジョン
- 東京NEWS - アンカー